# Goldwater Air National Guard Base
Goldwater Air National Guard Base, anciennement Sky Harbor Air National Guard Base, est une installation de la Garde nationale aérienne des États-Unis installée à côté de l'aéroport international de Phoenix Sky Harbor. 
Elle est construite à la suite d'un bail de 99 ans en 1949 et est reconstruite dans les années 1990 pour accueillir la création d'une troisième piste sur l'aéroport.
Le 9 décembre 2016, la "Sky Harbor Air National Guard Base" est renommée "Goldwater Air National Guard Base" en l'honneur de l'ancien sénateur américain de l'Arizona et ancien membre de la Garde nationale aérienne de l'Arizona, Barry Goldwater.
La 161st Air Refueling Wing (en) de la Garde nationale aérienne de l'Arizona (en) est basée à Goldwater Air National Guard Base.